# Emma Björkman
Emma Charlotte Sofia Björkman, född 24 juli 1986, en svensk friidrottare (sprinter) tävlande för IF Göta. 

## Karriär
Emma Björkman deltog 2005 på 400 meter vid junior-EM i Kaunas i Litauen. Hon tog sig vidare från försöken med 55,22 och klarade sedan av även semifinalerna med ett lopp på 54,76. I finalen kom hon sjua på 55,56. Hon deltog också, ihop med Louise Martin, Jenny Holmroos och Sofie Persson, i det svenska långa stafettlaget som tog sig till final och där tog en sjätteplats med nytt svenskt juniorrekord, 3:39,77.
Vid EM 2006 i Göteborg deltog hon, tillsammans med Beatrice Dahlgren, Lena Aruhn och Erica Mårtensson, i det svenska långa stafettlaget som blev utslaget i försöken.
Vid U23-EM i Debrecen, Ungern år 2007 sprang Björkman 400 meter häck men slogs ut i försöken. Hon sprang också, ihop med Emma Agerbjer, Sofie Persson och Pernilla Tornemark, i det svenska långa stafettlaget som kom sexa.

## Personliga rekord
| Utomhus - 100 meter – 12,21 (Uddevalla 31 juli 2004) - 100 meter – 11,96 (medvind) (Gävle 17 september 2004) - 200 meter – 24,19 (Göteborg 4 juli 2004) - 400 meter – 53,73 (Göteborg 4 september 2004) - 400 meter – 53,73 (Karlstad 20 juli 2006) - 400 meter häck – 58,78 (Karlstad 26 juli 2007) - Längd – 5,95 (Karlstad 21 juni 2006) | Inomhus - 60 meter – 7,59 (Göteborg 25 februari 2005) - 200 meter – 25,16 (Sätra 2 mars 2003) - Längd – 6,08 (Sätra 25 februari 2006) |